# Conor McLaughlin
Conor Gerard McLaughlin (Belfast, 26 de julho de 1991) é um futebolista profissional norte-irlandês que atua como defensor, atualmente defende o Fleetwood Town.

## Carreira
Conor McLaughlin fez parte do elenco da Seleção Norte-Irlandesa de Futebol da Eurocopa de 2016.